# Васильевский остров (Харьков)
Васильевский остров — историческая местность города Харьков, ныне не существующая. Являлась островом на реке Харьков в районе современного Подольского моста в начале улицы Вернадского (до 2004 — проспект Гагарина (Харьков), существовавший до второй половины XIX столетия.

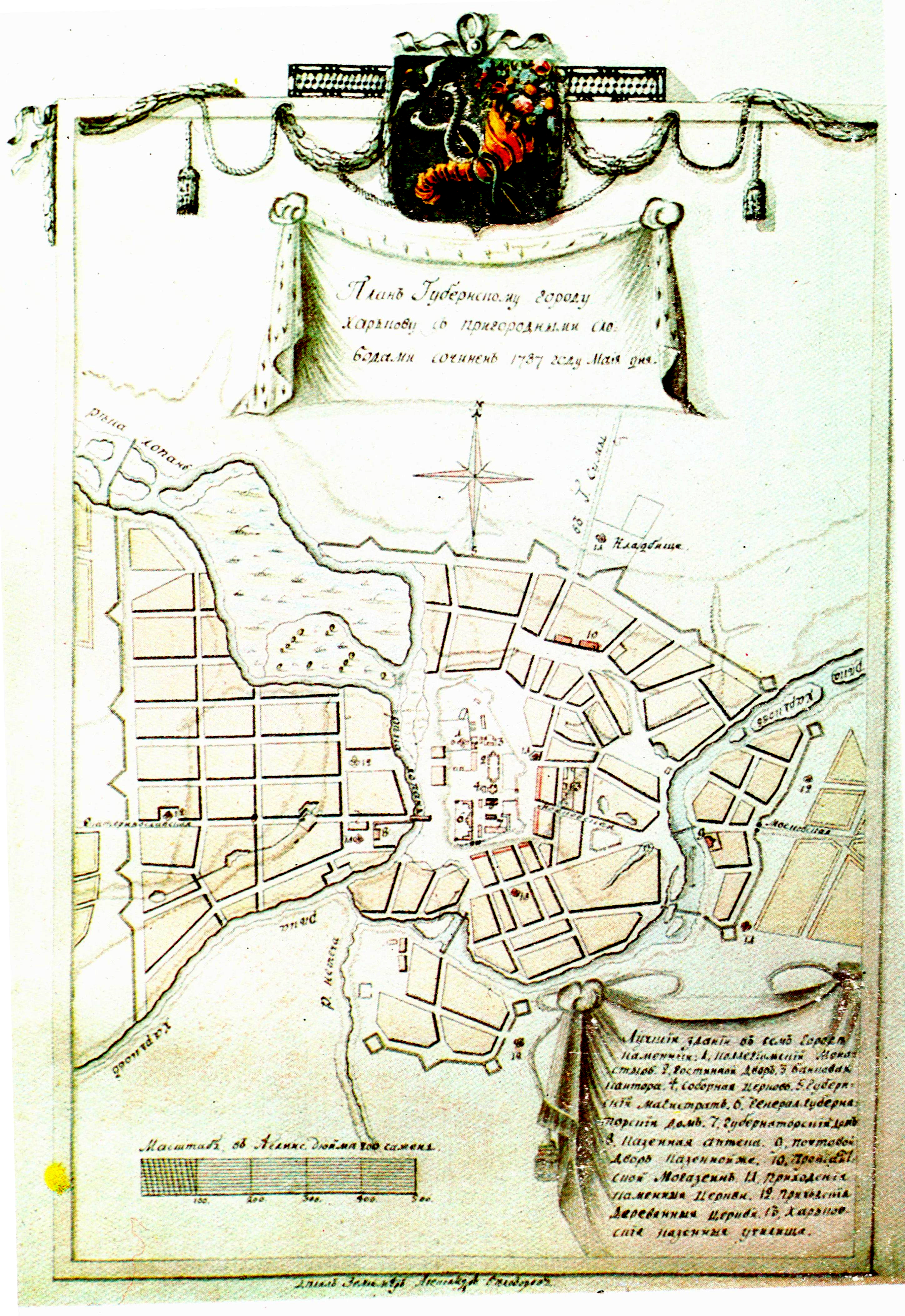
Остров на плане 1787 года: обозначен стрелкой: слева от Подольского моста, между ним и Нетеченским

## Исторические сведения
Остров на реке Харьков, в районе современной дорожно-транспортной развязки на пересечении Гимназической набережной и Подольского переулка (сейчас на этом месте находится большая цветочная клумба и Подольский мост).
Окрестности вдоль современной Нетеченская набережная (около гектара) от Подольского моста были в то время островом, на котором горожане проводили праздничные гулянья, запускали фейерверки, учитывая, что на самом острове располагались частные фруктовые сады. В 1873 году (по некоторым данным — в 1876) на острове открылся чугунолитейный завод.
По данным Харьковского архива, в 1881 году купец Иван Васильевич Костин получил разрешение на устройство механического и чугунолитейного завода на Васильевском острове. По данным книги П. А. Орлова «Указатель фабрик и заводов Европейской России и Царства Польского» (1887 г.), завод «действует с 1867 года, имеет 2 вагранки и паровую машину в 8 л. с. и отливает до 11 000 пудов машинных частей».

## Остров становится Левадой
К концу XIX века, в связи с переносом основного русла реки Харьков и осушению Нетечи в районе её истока, Васильевский остров исчез, став частью территории Левады.
При этом русло реки Харьков южнее острова было засыпано.